# 텔레로보틱스
텔레로보틱스(telerobotics)는 주로 텔레비전, 무선 네트워크 ( 와이파이 블루투스와 딥 스페이스 네트워크 ) 또는 테더링된 연결을 통해 원거리에서 반자동 로보트를 조종하는 로봇공학의 한 분야이다.  이 분야는 두 개의 주된 부속분야인  원격 조종과 원격현장감이 있다.

## 원격 조종
원격 조종은 장거리에서 기계를 작동하는 것을 말한다.  "리모트 콘트롤" 과 동일한 의미이지만, 주로 연구소나 학계에서 사용한다.  이것은 원격현장감과는 반대되는 개념이다.